# Némètes
Les Némètes sont un peuple germanique qui traversa le Rhin sous la conduite d'Arioviste, après leur traversée ils établirent Noviomagus Nemetum (Spire). Leur divinité tutélaire est Nemetona.

## Celtes ou Germains?
Même si César désigne les sept tribus de la bataille du Rhin comme des Germains (en latin Germani suas copias constituerunt), les Némètes sont proches des Trévires, une tribu connue aujourd'hui comme celte, en raison de la déesse commune de la tribu. Il est donc possible que les Némètes aient également été des Celtes.
On sait peu de choses sur l'appartenance ethnique des tribus de la rive droite du Rhin au Ier siècle av. J.-C. en raison de ce que l'on appelle le "désert des Helvètes". L'implantation sur le territoire de l'Empire n'a probablement eu lieu que sous le règne d'Auguste. Les indications données par César lui-même font partie des "digressions géographiques" qui ont probablement été insérées dans l'œuvre au plus tôt à l'époque augustéenne. Il est plus probable qu'en plus d'une mention indirecte du géographe Strabon, César ait lui-même affirmé qu'après la défaite d'Arioviste, tous les Suèves avaient fui au-delà du Rhin.

## Étymologie
Némètes vient de nemeto- qui signifie sanctuaire en gaulois. Le nom de leur capitale, Noviomagus, est aussi d'origine celte et vient de noviios (nouveau) et magos (plaine), soit : Nouvelle-plaine.[style à revoir]